# Isola René-Levasseur
L'isola René-Levasseur è una grande isola posta al centro del Lago Manicouagan, nel Québec, Canada.

## Geografia
L'isola, di forma circolare, ha un diametro di 72 km ed una superficie di ben 2.020 km² il che la rende la seconda isola lacustre più grande del mondo (dopo l'isola Manitoulin nel lago Huron) nonché la 206° tra le maggiori isole del mondo.
Il punto più alto dell'isola Renè-Levasseur è il monte Babel con i suoi 952 metri.

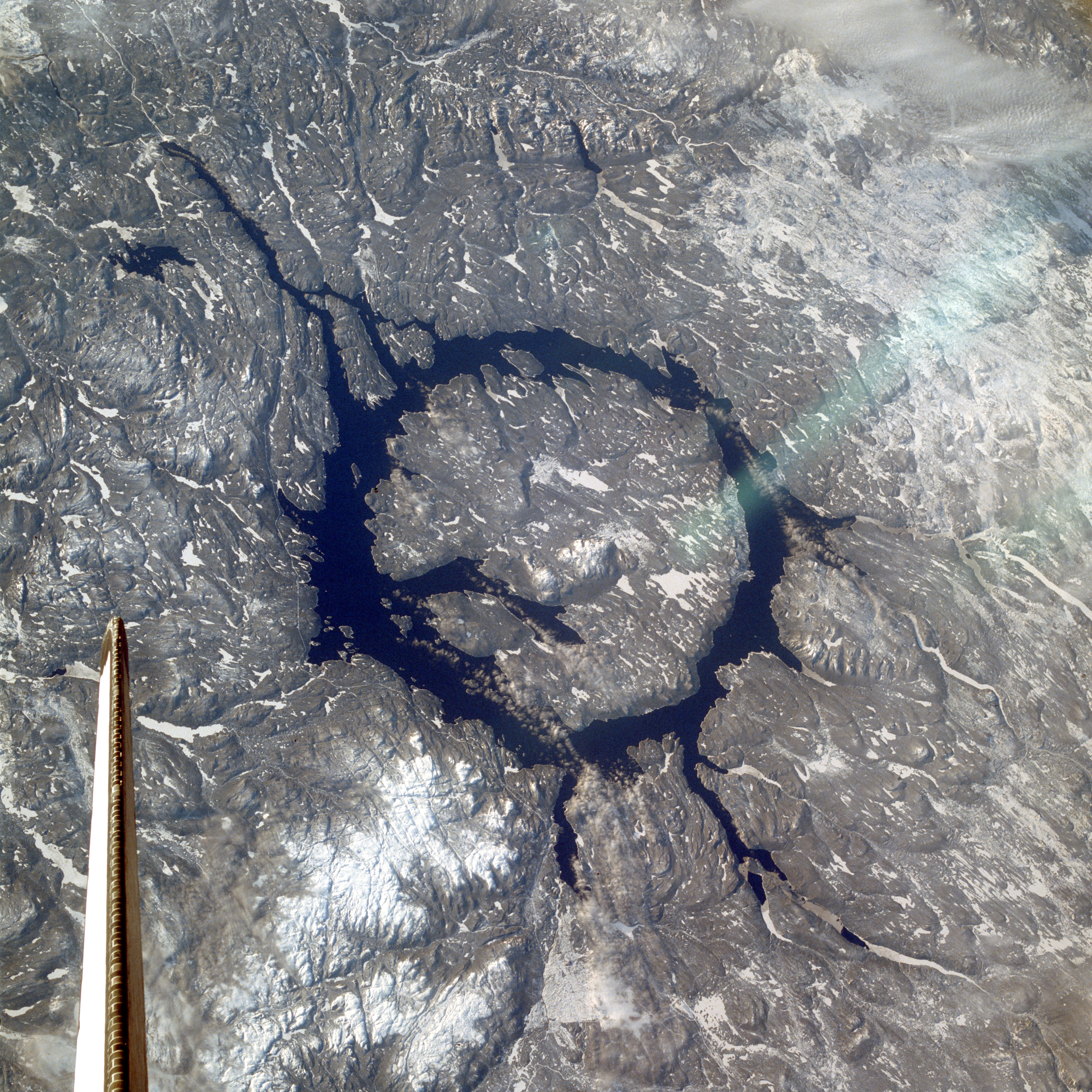
L'"Occhio del Quebec" visto dallo Space Shuttle

## Formazione
La sua forma e dimensione è dovuta alla caduta di un asteroide precipitato circa 214 milioni di anni fa. Si pensa che l'asteroide in questione avesse un diametro di circa 5 km e che abbia impattato al suolo ad una velocità di 17 km/s (61.200 km/h) il che rende questo impatto il 4° più grande conosciuto avvenuto sul nostro pianeta.
L'impatto ha creato un cratere del diametro di 100 km al centro del quale si trova l'isola che ora conosciamo. Quest'isola è un'isola artificiale creatasi per l'allagamento del serbatoio Manicouagan che ha creato due laghi a forma di mezza luna: il lago Mouchalagane sul lato occidentale e il lago Manicouagan su quello orientale.
L'isola prende il nome da René Lavasseur, l'ingegnere capo responsabile della costruzione della diga Daniel-Johnson da parte della società canadese Hydro-Québec e che ha creato appunto il serbatoio sopraccitato.
Per la loro particolare forma il serbatoio Manicouagan insieme all'isola René-Lavasseur sono chiamati "l'occhio del Québec".